# Lijst van onroerend erfgoed in Edegem
Een overzicht van het onroerend erfgoed in de gemeente Edegem. Het onroerend erfgoed maakt deel uit van het cultureel erfgoed in België.

## Bouwkundig erfgoed
| Object                                                          | Erfgoedstatus? | Bouwjaar of architect                             | Deelgemeente | Adres                         | Coördinaten                  | Nummer? | Afbeelding                                                      |
| --------------------------------------------------------------- | -------------- | ------------------------------------------------- | ------------ | ----------------------------- | ---------------------------- | ------- | --------------------------------------------------------------- |
| Hoeve met losse bestanddelen                                    |                |                                                   | Edegem       | Aartselaarstraat 2            | 51° 8' 59" NB, 4° 25' 1" OL  | 12898   | Hoeve met losse bestanddelen                                    |
| Woonhuis                                                        |                | Marc Dessauvage                                   | Edegem       | Adrien de Gerlachestraat 53   | 51° 10' 3" NB, 4° 26' 21" OL | 12899   | Woonhuis                                                        |
| Kasteel Arendsnest of Ter Hoge Haghe                            | Monument       |                                                   | Edegem       | Boerenlegerstraat 181-191     | 51° 8' 52" NB, 4° 26' 20" OL | 12901   | Kasteel Arendsnest of Ter Hoge Haghe                            |
| Japanse Villa van 1929                                          | Monument       |                                                   | Edegem       | Boniverlei 7                  | 51° 9' 37" NB, 4° 27' 25" OL | 12902   | Japanse Villa van 1929                                          |
| Villa Pierre                                                    |                | 1907 (circa)                                      | Edegem       | Boniverlei 30                 | 51° 9' 20" NB, 4° 27' 19" OL | 12903   | Villa Pierre                                                    |
| Villa Leonie                                                    |                | 1900 (circa)                                      | Edegem       | Boniverlei 37                 | 51° 9' 27" NB, 4° 27' 20" OL | 12904   | Villa Leonie                                                    |
| Landhuis Les Chevrefeuilles                                     |                |                                                   | Edegem       | Boniverlei 39                 | 51° 9' 27" NB, 4° 27' 13" OL | 12905   | Landhuis Les Chevrefeuilles                                     |
| Villa Mon Rêve                                                  |                |                                                   | Edegem       | Boniverlei 41                 | 51° 9' 25" NB, 4° 27' 18" OL | 12906   | Villa Mon Rêve                                                  |
| Villa Les Cerisiers                                             |                |                                                   | Edegem       | Boniverlei 43                 | 51° 9' 24" NB, 4° 27' 18" OL | 12907   | Villa Les Cerisiers                                             |
| Arbeiderswoning en barokpoort                                   |                |                                                   | Edegem       | Doelveldstraat 30             | 51° 9' 23" NB, 4° 26' 45" OL | 12909   | Arbeiderswoning en barokpoort                                   |
| Paddenpoelhoeve                                                 | Monument       |                                                   | Edegem       | Doornstraat 150               | 51° 8' 56" NB, 4° 24' 19" OL | 12910   | Paddenpoelhoeve                                                 |
| Parochiekerk Sint-Antonius de Eremijt                           | Monument       |                                                   | Edegem       | Drie Eikenstraat              | 51° 9' 23" NB, 4° 26' 38" OL | 12911   | Parochiekerk Sint-Antonius de Eremijt                           |
| Twee dorpswoningen                                              | dorpsgezicht   |                                                   | Edegem       | Drie Eikenstraat 6            | 51° 9' 23" NB, 4° 26' 36" OL | 12912   | Twee dorpswoningen                                              |
| Hoekhuis met houten winkelpui                                   | dorpsgezicht   |                                                   | Edegem       | Drie Eikenstraat 8            | 51° 9' 23" NB, 4° 26' 36" OL | 12913   | Upload foto                                                     |
| Dorpswoning                                                     | dorpsgezicht   |                                                   | Edegem       | Drie Eikenstraat 12           | 51° 9' 23" NB, 4° 26' 35" OL | 12914   | Dorpswoning                                                     |
| Kasteel met park Hof ter Linden                                 | Monument       |                                                   | Edegem       | Drie Eikenstraat 13           | 51° 9' 35" NB, 4° 26' 23" OL | 12915   | Kasteel met park Hof ter Linden                                 |
| Burgerhuis                                                      | dorpsgezicht   |                                                   | Edegem       | Drie Eikenstraat 14           | 51° 9' 23" NB, 4° 26' 35" OL | 12916   | Burgerhuis                                                      |
| Burgerhuis                                                      | dorpsgezicht   |                                                   | Edegem       | Drie Eikenstraat 16-18        | 51° 9' 23" NB, 4° 26' 34" OL | 12917   | Burgerhuis                                                      |
| Dorpswoning                                                     |                |                                                   | Edegem       | Drie Eikenstraat 20           | 51° 9' 23" NB, 4° 26' 33" OL | 12918   | Dorpswoning                                                     |
| Burgerhuis, gedateerd 1909                                      |                |                                                   | Edegem       | Drie Eikenstraat 32           | 51° 9' 22" NB, 4° 26' 31" OL | 12919   | Burgerhuis, gedateerd 1909                                      |
| Villa naar ontwerp van Paul Smekens                             |                |                                                   | Edegem       | Drie Eikenstraat 36           | 51° 9' 23" NB, 4° 26' 29" OL | 12920   | Villa naar ontwerp van Paul Smekens                             |
| Hoeve in U-vorm                                                 |                |                                                   | Edegem       | Drie Eikenstraat 236          | 51° 9' 21" NB, 4° 25' 50" OL | 12921   | Hoeve in U-vorm                                                 |
| Hazeschranshoeven                                               | Monument       |                                                   | Edegem       | Drie Eikenstraat 628-636      | 51° 9' 11" NB, 4° 24' 32" OL | 12923   | Hazeschranshoeven                                               |
| Hoeve Hoeve ten Bosse                                           |                |                                                   | Edegem       | Drie Eikenstraat Z.nr.        | 51° 9' 21" NB, 4° 24' 27" OL | 12924   | Upload foto                                                     |
| Twee burgerhuizen gedateerd 1911                                |                |                                                   | Edegem       | Florent Geversstraat 33-35    | 51° 9' 16" NB, 4° 26' 50" OL | 12925   | Twee burgerhuizen gedateerd 1911                                |
| Burgerhuis                                                      |                |                                                   | Edegem       | Florent Geversstraat 37       | 51° 9' 16" NB, 4° 26' 51" OL | 12926   | Burgerhuis                                                      |
| Villa Anna en Villa Maria                                       |                |                                                   | Edegem       | Herfstlei 1-3                 | 51° 9' 19" NB, 4° 27' 7" OL  | 12927   | Villa Anna en Villa Maria                                       |
| Rij eengezinswoningen in cottagestijl                           |                |                                                   | Edegem       | Herfstlei 6-40                | 51° 9' 18" NB, 4° 27' 10" OL | 12928   | Rij eengezinswoningen in cottagestijl                           |
| Parochiekerk Onze-Lieve-Vrouw-van-Lourdes                       | dorpsgezicht   |                                                   | Edegem       | Hovestraat 58                 | 51° 9' 21" NB, 4° 26' 60" OL | 12930   | Parochiekerk Onze-Lieve-Vrouw-van-Lourdes                       |
| Gemeentehuis van Edegem                                         | dorpsgezicht   |                                                   | Edegem       | Hovestraat z.nr.              | 51° 9' 19" NB, 4° 26' 44" OL | 12931   | Gemeentehuis van Edegem                                         |
| Hoekhuis gedateerd 1910                                         |                | 1910                                              | Edegem       | Hovestraat 19                 | 51° 9' 20" NB, 4° 26' 52" OL | 12932   | Hoekhuis gedateerd 1910                                         |
| Woonhuis met winekl                                             |                |                                                   | Edegem       | Hovestraat 42                 | 51° 9' 23" NB, 4° 26' 51" OL | 12934   | Woonhuis met winekl                                             |
| Villa Hilda van 1908                                            |                |                                                   | Edegem       | Hovestraat 50                 | 51° 9' 22" NB, 4° 26' 53" OL | 12936   | Villa Hilda van 1908                                            |
| Villa Maria van 1889                                            |                |                                                   | Edegem       | Hovestraat 67                 | 51° 9' 19" NB, 4° 27' 1" OL  | 12937   | Villa Maria van 1889                                            |
| Gekoppelde villa's                                              |                | 1900 (circa)                                      | Edegem       | Hovestraat 73-75              | 51° 9' 19" NB, 4° 27' 4" OL  | 12938   | Gekoppelde villa's                                              |
| Villa in cottagestijl                                           |                | 1910 (circa)                                      | Edegem       | Hovestraat 127                | 51° 9' 21" NB, 4° 27' 24" OL | 12939   | Villa in cottagestijl                                           |
| Villa in cottagestijl                                           |                | 1910 (circa)                                      | Edegem       | Hovestraat 129                | 51° 9' 21" NB, 4° 27' 26" OL | 12940   | Villa in cottagestijl                                           |
| Huis De Vlinderkens                                             |                | 1910 (circa)                                      | Edegem       | Hovestraat 140                | 51° 9' 23" NB, 4° 27' 23" OL | 12941   | Huis De Vlinderkens                                             |
| Twee gekoppelde burgerhuizen                                    |                |                                                   | Edegem       | Hovestraat 150-152            | 51° 9' 23" NB, 4° 27' 29" OL | 12942   | Twee gekoppelde burgerhuizen                                    |
| Villa Irma                                                      |                |                                                   | Edegem       | Hovestraat 154                | 51° 9' 23" NB, 4° 27' 30" OL | 12943   | Villa Irma                                                      |
| Twee gekoppelde burgerhuizen                                    |                |                                                   | Edegem       | Hovestraat 156-158            | 51° 9' 23" NB, 4° 27' 31" OL | 12944   | Twee gekoppelde burgerhuizen                                    |
| Villa Joseph                                                    |                |                                                   | Edegem       | Hovestraat 160                | 51° 9' 23" NB, 4° 27' 31" OL | 12945   | Villa Joseph                                                    |
| Villa ontworpen door Paul Meekels                               |                |                                                   | Edegem       | Jachtlaan 51                  | 51° 9' 59" NB, 4° 25' 0" OL  | 12946   | Villa ontworpen door Paul Meekels                               |
| Complex van twee landhuizen                                     |                |                                                   | Edegem       | Jachtlaan 62                  | 51° 9' 57" NB, 4° 25' 2" OL  | 12947   | Complex van twee landhuizen                                     |
| Fort 5                                                          | Monument       |                                                   | Edegem       | Jacob de Roorestraat          | 51° 10' 5" NB, 4° 25' 56" OL | 12948   | Fort 5                                                          |
| Villa Merelhof                                                  |                | 1925—1930 (circa)                                 | Edegem       | Jan Verbertlei 18             | 51° 9' 16" NB, 4° 27' 30" OL | 12949   | Villa Merelhof                                                  |
| Villa in cottagestijl                                           |                |                                                   | Edegem       | Jan Verbertlei 22             | 51° 9' 15" NB, 4° 27' 32" OL | 12950   | Villa in cottagestijl                                           |
| Villa                                                           |                |                                                   | Edegem       | Justus Lipsiusstraat 1        | 51° 9' 57" NB, 4° 26' 30" OL | 12951   | Villa                                                           |
| Parochiekerk Heilige Familie                                    |                |                                                   | Edegem       | Kerkplein 1                   | 51° 9' 60" NB, 4° 25' 38" OL | 12952   | Parochiekerk Heilige Familie                                    |
| Villa Gabrielle                                                 |                | 1909                                              | Edegem       | Koning Albertlei 1            | 51° 9' 20" NB, 4° 27' 21" OL | 12953   | Villa Gabrielle                                                 |
| Twee gekoppelde burgerhuizen in cottagestijl                    |                |                                                   | Edegem       | Koning Albertlei 6-8          | 51° 9' 20" NB, 4° 27' 23" OL | 12954   | Twee gekoppelde burgerhuizen in cottagestijl                    |
| Woonhuizen in cottagestijl Green Cottage en Les quatre feuilles |                |                                                   | Edegem       | Koning Albertlei 10-12        | 51° 9' 19" NB, 4° 27' 24" OL | 12956   | Woonhuizen in cottagestijl Green Cottage en Les quatre feuilles |
| Gekoppelde burgerhuizen in cottagestijl                         |                |                                                   | Edegem       | Koning Albertlei 13-15        | 51° 9' 18" NB, 4° 27' 21" OL | 12957   | Gekoppelde burgerhuizen in cottagestijl                         |
| Woonhuizen in cottagestijl                                      |                |                                                   | Edegem       | Koning Albertlei 16-20        | 51° 9' 19" NB, 4° 27' 24" OL | 12958   | Woonhuizen in cottagestijl                                      |
| Burgerhuis Dennen-hof                                           |                | 1910 (circa)                                      | Edegem       | Koning Albertlei 21           | 51° 9' 17" NB, 4° 27' 21" OL | 12959   | Burgerhuis Dennen-hof                                           |
| Villa                                                           |                |                                                   | Edegem       | Koning Albertlei 22           | 51° 9' 18" NB, 4° 27' 24" OL | 12960   | Villa                                                           |
| Burgerhuis in cottagestijl                                      |                | 1911—1912 (vermoedelijk)                          | Edegem       | Koning Albertlei 24           | 51° 9' 17" NB, 4° 27' 24" OL | 12961   | Burgerhuis in cottagestijl                                      |
| Gekoppelde burgerhuizen in cottagestijl                         |                |                                                   | Edegem       | Koning Albertlei 28-30        | 51° 9' 16" NB, 4° 27' 24" OL | 12962   | Gekoppelde burgerhuizen in cottagestijl                         |
| Kapel Onze-Lieve-Vrouw-Troost-in-Nood                           | Monument       |                                                   | Edegem       | Kontichstraat 27              | 51° 9' 15" NB, 4° 26' 45" OL | 12963   | Kapel Onze-Lieve-Vrouw-Troost-in-Nood                           |
| Villa Berkenhof                                                 |                |                                                   | Edegem       | Kontichstraat 46              | 51° 9' 10" NB, 4° 26' 52" OL | 12964   | Villa Berkenhof                                                 |
| Twee villa's in cottagestijl                                    |                | 1925 (circa)                                      | Edegem       | Leeuwerikenlei 15-17          | 51° 9' 3" NB, 4° 26' 55" OL  | 12965   | Twee villa's in cottagestijl                                    |
| Villa Zwaluwennest                                              |                | 1925 (circa)                                      | Edegem       | Leopold III-lei 3             | 51° 9' 14" NB, 4° 27' 15" OL | 12966   | Villa Zwaluwennest                                              |
| Huis Levenslust                                                 |                |                                                   | Edegem       | Leopold III-lei 5             | 51° 9' 14" NB, 4° 27' 16" OL | 12967   | Huis Levenslust                                                 |
| Villa in cottagestijl                                           |                | 1910 (ontwerp) Frits De Mont                      | Edegem       | Leopold III-lei 9             | 51° 9' 14" NB, 4° 27' 17" OL | 12968   | Villa in cottagestijl                                           |
| Villa in cottagestijl                                           |                |                                                   | Edegem       | Leopold III-lei 11            | 51° 9' 14" NB, 4° 27' 17" OL | 12969   | Villa in cottagestijl                                           |
| Villa De Merel                                                  |                |                                                   | Edegem       | Leopold III-lei 13            | 51° 9' 13" NB, 4° 27' 18" OL | 12970   | Villa De Merel                                                  |
| Villa in cottagestijl                                           |                |                                                   | Edegem       | Leopold III-lei 23            | 51° 9' 14" NB, 4° 27' 22" OL | 12971   | Villa in cottagestijl                                           |
| Villa                                                           |                |                                                   | Edegem       | Leopold III-lei 24-26         | 51° 9' 16" NB, 4° 27' 18" OL | 12972   | Villa                                                           |
| Villa's Minerve en My Home                                      |                |                                                   | Edegem       | Leopold III-lei 27-29         | 51° 9' 15" NB, 4° 27' 24" OL | 12974   | Villa's Minerve en My Home                                      |
| Drie burgerhuizen in cottagestijl                               |                |                                                   | Edegem       | Leopold III-lei 28-32         | 51° 9' 16" NB, 4° 27' 19" OL | 12975   | Drie burgerhuizen in cottagestijl                               |
| Twee villa's                                                    |                | 1914 (bouwvergunning) L. De Coninck en M. Potié   | Edegem       | Leopold III-lei 40-42         | 51° 9' 17" NB, 4° 27' 26" OL | 12979   | Twee villa's                                                    |
| Villa in cottagestijl                                           |                |                                                   | Edegem       | Mechelsesteenweg 246          | 51° 9' 11" NB, 4° 27' 43" OL | 12981   | Villa in cottagestijl                                           |
| Herenhuis                                                       |                |                                                   | Edegem       | Mechelsesteenweg 262          | 51° 9' 16" NB, 4° 27' 41" OL | 12982   | Herenhuis                                                       |
| Villa Milenka                                                   |                |                                                   | Edegem       | Mechelsesteenweg 312          | 51° 9' 24" NB, 4° 27' 33" OL | 12983   | Villa Milenka                                                   |
| Burgerhuis gedateerd 1914                                       |                |                                                   | Edegem       | Mechelsesteenweg 314          | 51° 9' 25" NB, 4° 27' 32" OL | 12984   | Burgerhuis gedateerd 1914                                       |
| Kasteel Mussenborg                                              | Monument       |                                                   | Edegem       | Mechelsesteenweg 396          | 51° 9' 37" NB, 4° 27' 19" OL | 12985   | Kasteel Mussenborg                                              |
| Burgerhuis in Nieuwe Zakelijkheid                               |                | 1936 (circa)                                      | Edegem       | Mechelsesteenweg 410          | 51° 9' 41" NB, 4° 27' 26" OL | 12986   | Upload foto                                                     |
| Burgerhuis in neotraditionele stijl                             |                |                                                   | Edegem       | Oude-Godstraat 30             | 51° 9' 32" NB, 4° 26' 39" OL | 12989   | Burgerhuis in neotraditionele stijl                             |
| Hoekhuis                                                        |                |                                                   | Edegem       | Strijdersstraat 7             | 51° 9' 21" NB, 4° 26' 43" OL | 12993   | Hoekhuis                                                        |
| Huis Hellemans                                                  | dorpsgezicht   | 1884                                              | Edegem       | Strijdersstraat z.nr.         | 51° 9' 21" NB, 4° 26' 40" OL | 12994   | Huis Hellemans                                                  |
| Pastorie parochie Sint-Antonius de Eremijt                      | Monument       |                                                   | Edegem       | Strijdersstraat 18            | 51° 9' 22" NB, 4° 26' 40" OL | 12995   | Pastorie parochie Sint-Antonius de Eremijt                      |
| Villa                                                           |                |                                                   | Edegem       | Strijdersstraat 75            | 51° 9' 26" NB, 4° 26' 41" OL | 12996   | Villa                                                           |
| Villa Laura                                                     |                | 1900 (circa)                                      | Edegem       | Strijdersstraat 77            | 51° 9' 26" NB, 4° 26' 41" OL | 12997   | Villa Laura                                                     |
| Pastorie Hof ter Elst                                           | Monument       |                                                   | Edegem       | Terelststraat 69              | 51° 9' 19" NB, 4° 26' 26" OL | 12998   | Pastorie Hof ter Elst                                           |
| Hoeve met losse bestanddelen                                    |                | Tweede helft negentiende eeuw                     | Edegem       | Terlindenlaan 62              | 51° 9' 33" NB, 4° 26' 30" OL | 13000   | Hoeve met losse bestanddelen                                    |
| Acht gekoppelde villa's in cottagestijl                         |                |                                                   | Edegem       | Zwaluwenlei 8-22              | 51° 9' 8" NB, 4° 26' 52" OL  | 13001   | Acht gekoppelde villa's in cottagestijl                         |
| Twee gekoppelde burgerhuizen in cottagestijl                    |                | 1922 (circa)                                      | Edegem       | Zwaluwenlei 23-25             | 51° 9' 7" NB, 4° 26' 55" OL  | 13002   | Twee gekoppelde burgerhuizen in cottagestijl                    |
| Villa ontworpen door Marc Dessauvage                            |                | Marc Dessauvage                                   | Edegem       | Jan van Mirlostraat 1         |                              | 206821  | Villa ontworpen door Marc Dessauvage                            |
| Grafmonument Aldeweireldt-Staes                                 |                | Renaat Braem                                      | Edegem       | Dokter Frans Bernaertsstraat  |                              | 212581  | Grafmonument Aldeweireldt-Staes                                 |
| Schans X                                                        |                |                                                   | Edegem       | Ingenieur Haesaertslaan 18-24 |                              | 216069  | Upload foto                                                     |
| Oorlogsmonument voor de gefusilleerden van Fort 5               |                |                                                   | Edegem       | Prins Boudewijnlaan           |                              | 216136  | Upload foto                                                     |
| Oorlogsmonument Fort 5                                          |                |                                                   | Edegem       | Jacob de Roorestraat          |                              | 216138  | Upload foto                                                     |
| Oorlogsmonument A. Baggen                                       |                | Het interbellum Alfons Lambert Baggen (ontwerper) | Edegem       | Vrijwilligersstraat           | 51° 9' 25" NB, 4° 26' 51" OL | 216140  | Oorlogsmonument A. Baggen                                       |
| Oorlogsmonument Treurend België                                 |                |                                                   | Edegem       | Dokter Frans Bernaertsstraat  |                              | 216141  | Oorlogsmonument Treurend België                                 |